# Chez la modiste (film)
Pour les articles homonymes, voir Chez la modiste.
Pour plus de détails, voir Fiche technique et Distribution.
Chez la modiste ou Rigadin chez la modiste est un film muet français réalisé par Georges Monca, sorti en 1918.

## Fiche technique
- Titre : Chez la modiste
- Autre titre : Rigadin chez la modiste
- Réalisation : Georges Monca
- Scénario :
- Photographie :
- Montage :
- Société de production : Pathé Frères
- Société de distribution : Pathé Frères
- Pays d'origine :  France
- Langue : film muet avec les intertitres en français
- Métrage : 305 mètres
- Format : Noir et blanc — 35 mm — 1,33:1 — Muet
- Genre :  Comédie
- Numéro de catalogue Pathé : 8053
- Durée : 10 minutes
- Dates de sortie : 
  - France : 25 janvier 1918

## Distribution
- Charles Prince : Rigadin
- Denise Grey : Madame Rigadin
- Betty Daussmond : la modiste
- Émile René : Beaucanard
- Simone Joubert : Madame Beaucanard
- Max Illy : Octave Cassoulet
- Clo Marra : Madame Cassoulet
- Renée Deteix : l'apprentie